# Jezikoslovje
Jezikoslôvje ali lingvístika je znanstvena veda o naravnem človeškem jeziku.

## Teoretično jezikoslovje
Teoretično jezikoslovje je del jezikoslovja, ki izdeluje teorije jezikoslovnega znanja.
V sinhronem vidiku (opisno jezikoslovje) je cilj teoretičnega jezikoslovja opisati znanje o jeziku, ki je domnevno vrojeno in torej skupno vsem ljudem, ne glede na konkreten jezik, ki ga pridobijo v otroštvu.
V diahronem vidiku (zgodovinsko jezikoslovje) je cilj razložiti spreminjanje jezika skozi čas.
Glavna področja:
- glasoslovje (fonetika in fonologija)
- gramatika (slovnica)
  - besedotvorje
  - oblikoslovje (morfologija : fonemi in grafemi)
  - skladnja  (sintaksa)
- besedoslovje/leksikologija; besedje / leksika
- besediloslovje, tekstologija in stilistika
- pragmatika (raboslovje)
- pomenoslovje (semantika)
- semiotika (znamenjeslovje)
- etimologija (izvor in pomen besed)
- zgodovinsko jezikoslovje
- primerajalno in kontrastivno jezikoslovje (komparativna lingvistika in kontrastivna lingvistika /lingvistična komparativistika)
- korpusno jezikoslovje
- (komunikologija)

## Uporabno jezikoslovje
Uporabno jezikoslovje je del jezikoslovja, ki uporablja jezikoslovne teorije za reševanje problemov v resničnem svetu.
Interdisciplinarno se povezuje s številnimi drugimi vedami iz humanistike, družboslovja, naravoslovja in tehnike.
Pri tem je računalniško jezikoslovje mogoče uporabiti na vseh ostalih področjih jezikoslovja, tudi teoretičnih.
Glavna področja:
- filologija?
- pravorečje in pravopisje (normativno jezikoslovje)
- učenje tujih jezikov
- prevajalstvo
- sociolingvistika
- lingvistična antropologija
- etnolingvistika
- psiholingvistika
- nevrolingvistika
- forenzično jezikoslovje
- računalniško jezikoslovje.
- frazeologija/terminologija ali (strokovno) izrazoslovje
- slovaropisje (leksikografija)
- stilistika in retorika (govorništvo)
- deskriptivna ali strukturalna lingvistika.

## Primerjalno jezikoslovje
Primerjalno jezikoslovje je znanstvena disciplina jezikoslovja, katere področje je ugotavljanje razmerij med jeziki v neki jezikovni družini (katere obstoj je lahko hipotetičen) in raziskovanje njihove skupne ter individualne zgodovine z apliciranjem metod diahronega (in deloma sinhronega) raziskovanja jezikovnih pojavov. Primerjalno jezikoslovje je samosvoja znanstvena disciplina, lahko pa funkcionira kot pomožna zgodovinska, arheološka, filološka ipd. veda.
Indoevropsko primerjalno jezikoslovje je torej področje primerjalnega jezikoslovja, ki se osredotoča le na jezike indoevropske družine. Ukvarja se z različnimi tematikami kot so: razvoj posameznih (indoevropskih) jezikov, diahroni in sinhroni odnosi med posameznimi jeziki, etimologija, historična fonetika, rekonstrukcija indoevropskega jezika in druge.
Primerjalno jezikoslovje se poleg besed v prvi vrsti ukvarja tudi s tvorbo povedi in z govorom jezikov. Vsaka beseda je presek vseh jezikovnih ravnin, to so: naglasoslovna, glasovna, besedotvorna, oblikotvorna, sintaktična (skladenjska) in leksikalna.
Glavna naloga in funkcija te vede je, da vsako besedo jezika, in vsako strukturo jezika, ki je tisto, kar besede med seboj povezuje in tvori izjave s polnim pomenom, umesti vedno v diahrono os, ne samo horizontalno. Če gledamo jezik samo sinhrono pozabimo na najpomembnejšo komponento jezika, ki je njegov zgodovinski razvoj. Jezik ni statičen, se vedno s časom spreminja, zato le sinhrono preučevanje jezika ni zadostno.

## Jezikoslovje v Sloveniji
V Sloveniji je jezikoslovje mogoče študirati na Oddelku za primerjalno in splošno jezikoslovje Filozofske fakultete v Ljubljani.
Na voljo sta dva dvopredmetna študijska programa: Primerjalno jezikoslovje indoevropskih jezikov in Splošno jezikoslovje. Raziskave nekaterih področij jezikoslovja potekajo tudi na drugih univerzitetnih oddelkih in na drugih raziskovalnih ustanovah, zlasti na Inštitutu za slovenski jezik Frana Ramovša ZRC SAZU.
Primerjalno slovansko jezikoslovje je mogoče študirati na Oddelku za slavistiko Filozofske fakultete v Ljubljani.
Z jezikovnimi tehnologijami se ukvarjata podjetji Amebis in Alpineon.